# 徳保県
徳保県（とくほ-けん）は中華人民共和国広西チワン族自治区百色市南部に位置する県。
アルミニウム資源が豊富なことから、将来の発展が見込まれている。

## 行政区画
- 鎮:城関鎮、足栄鎮、隆桑鎮、敬徳鎮、馬隘鎮、東凌鎮、那甲鎮
- 郷:都安郷、栄華郷、燕峒郷、竜光郷、巴頭郷